# Фальстедт, Йенни
Йенни Оскария Аманда Фальстедт, урождённая Фридорф (швед. Jenny Oscaria Amanda Fahlstedt; 27 августа 1853, Стокгольм — 8 октября 1906, там же) — шведская певица оперетты, педагог и композитор.

## Биография
Йенни Фридорф родилась в 1853 году в Стокгольме. Она получила образование в Королевской музыкальной консерватории. Около 1880 года она также брала в Париже уроки вокала у Полины Виардо и игры на фортепиано у Альфонса Дювернуа.
Её дебют в оперетте состоялся в 1869 или 1870 году. Впоследствии она исполняла различные роли в опереттах Оффенбаха, Лекока и Гермелина, получая положительные отзывы критиков. В 1877 году Йенни Фридорф вышла замуж за Андерса Юхана Фальстедта и в 1879 году ушла со сцены, поскольку для замужней женщины считалось неприличным выступать в опере или оперетте. В 1880-х годах она начала давать уроки фортепиано и вокала, открыв в 1883 году собственную музыкальную школу.
В 1894 году Андерс Фальстедт умер. Йенни продолжала заниматься преподавательской деятельностью, а также вновь начала выступать. Кроме того, в 1890-х годах она писала и публиковала собственную музыку. В основном это вокальные произведения, преимущественно песни для голоса и фортепиано. Исключением является одна из ранних работ Фальстедт: траурный марш на смерть её коллеги, оперной певицы Луизы Микаэли (1875). Песни Йенни Фальстедт просты по композиции и по большей могут быть отнесены к типичной «салонной» музыке того времени. Особняком стоят две песни на французские тексты: «La Primevère», написанная в более свободной форме, и «Le Volontaire de 1870» — патриотическая песня в ритме марша. Некоторые её песни близки к народной музыке, в том числе «Vill du hålla mig kär?», ставшая популярной и исполнявшаяся на свадебных церемониях. В 1895 году она опубликовала сборник песен для детей.
Йенни Фальстедт умерла в Стокгольме 8 октября 1906 года.